# Монтеодоризио
Монтеодорѝзио (на италиански: Monteodorisio, на местен диалект Mundreiscë, Мундреишъ) е малко градче и община в Южна Италия, провинция Киети, регион Абруцо. Разположен е на 315 m надморска височина. Населението на общината е 2528 души (към 2014 г.).